# Noc (album)
Noc – dziesiąty album studyjny zespołu Budka Suflera, wydany w roku 1995 roku jako CD (nakładem TA Music) oraz jako kaseta (nakładem New Abra).
Płyta została nagrana częściowo na żywo, Tomasz Zeliszewski, Marek Raduli i Mieczysław Jurecki zarejestrowali swoje partie jednocześnie, wokale i instrumenty klawiszowe dograno w studiu.

## Lista utworów
1. "Taki świat - intro" (muz. Romuald Lipko i Krzysztof Cugowski) – 2:55
2. "Taki świat" (muz. Romuald Lipko i Krzysztof Cugowski) – 5:27
3. "Noc" (muz. Romuald Lipko i Krzysztof Cugowski) – 5:18
4. "Pustelnik" (muz. Romuald Lipko i Krzysztof Cugowski) – 3:30
5. "Żyjesz, bo śpiewasz" (muz. Romuald Lipko) – 6:38
6. "Grand Canyon" (muz. Romuald Lipko i Krzysztof Cugowski) – 4:57
7. "Wino, śpiew i łzy" (muz. Mieczysław Jurecki) – 4:39
8. "Chodź" (muz. Romuald Lipko) – 5:10
9. "Fraszka dla Staszka" (muz. Romuald Lipko) – 2:54
10. "Dwudziesty wiek" (muz. Romuald Lipko i Krzysztof Cugowski) – 4:43
11. "Kolor ziemi" (muz. Romuald Lipko i Krzysztof Cugowski) – 4:43
12. "Upiór" (muz. Romuald Lipko) – 5:03

Utwory 1 i 12 ("Taki świat - intro" oraz "Upiór") są instrumentalne.
Autorem tekstów do wszystkich pozostałych utworów jest Tomasz Zeliszewski.

## Skład
- Krzysztof Cugowski – śpiew
- Romuald Lipko – instrumenty klawiszowe
- Tomasz Zeliszewski – perkusja
- Marek Raduli – gitara
- Mieczysław Jurecki – gitara basowa